# Operação Última Milha

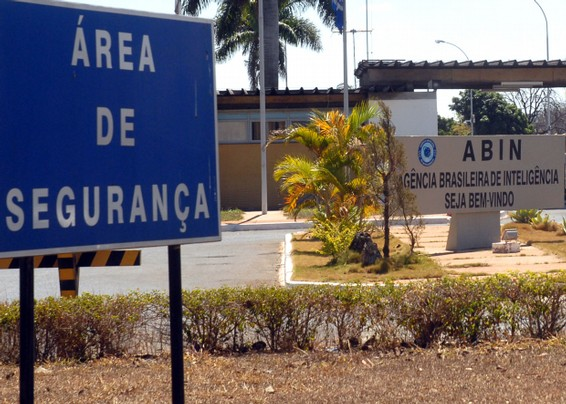
Sede da ABIN.

A Operação Última Milha refere-se às investigações da Polícia Federal (PF) sobre a suspeita de uso ilegal do software de espionagem FirstMile pela Agência Brasileira de Inteligência (ABIN) para monitorar opositores políticos de Jair Bolsonaro e seus filhos, com o intuito de favorecê-los. O uso indevido teria ocorrido durante a gestão de Alexandre Ramagem, que foi eleito deputado federal em 2022.

## FirstMile
O programa de monitoramento FirstMile, desenvolvido pela empresa israelense Cognyte, foi adquirido por 5,7 milhões de reais, por meio de dispensa de licitação, no final de 2018, ainda durante a administração de Michel Temer. Este programa, que continuou em uso durante a administração de Bolsonaro até meados de 2021, tem a capacidade de identificar a localização aproximada de dispositivos que operam nas redes 2G, 3G e 4G. Para realizar essa identificação, bastava inserir o número de telefone e visualizar, em um mapa, a última localização conhecida do proprietário do dispositivo, por meio das antenas. Os dados coletados eram armazenados em servidores em Israel, e aos usuários era proibido monitorar cidadãos israelenses ou americanos. O acesso aos dados era feito por meio de login e senha.

## Contexto

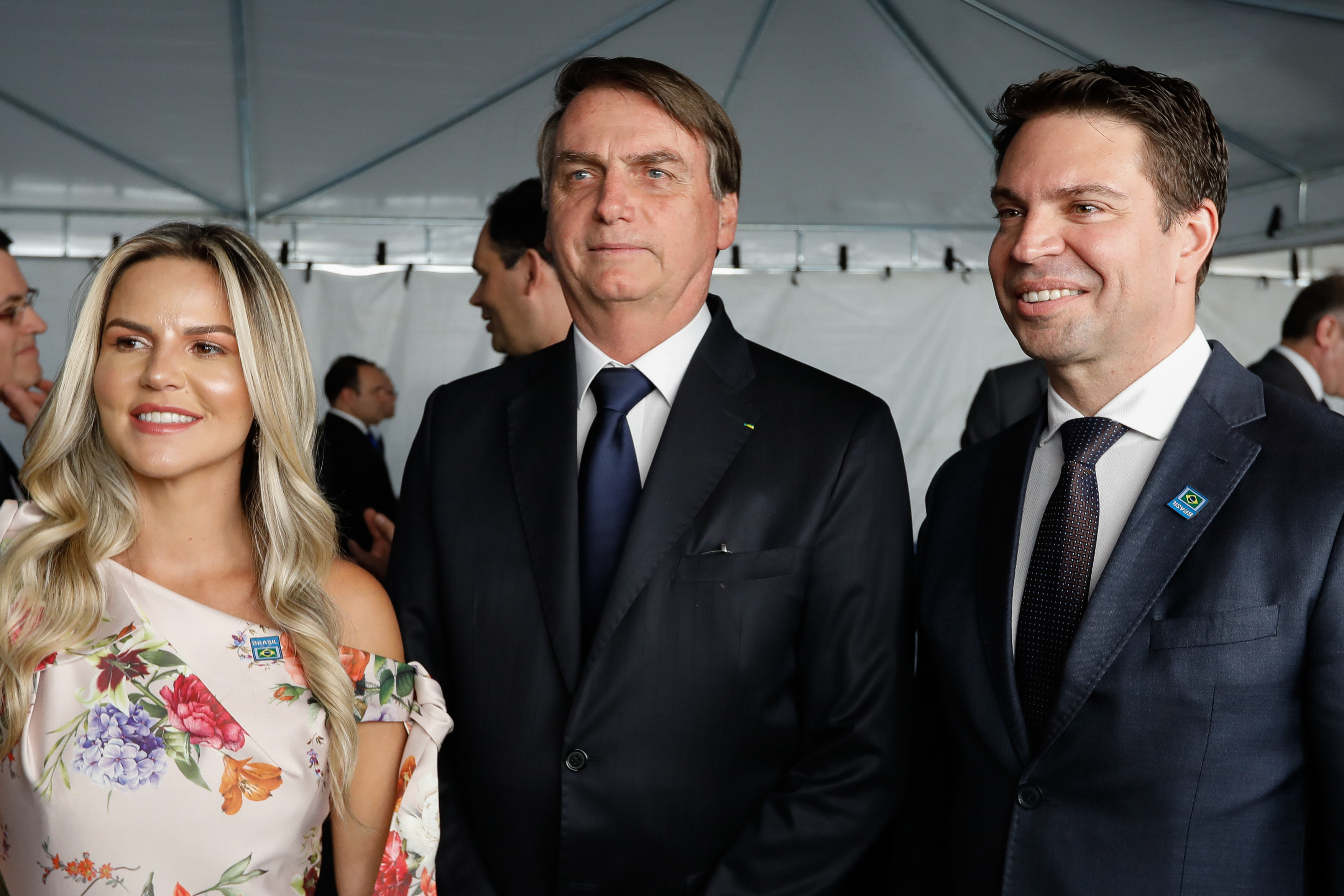
O presidente Jair Bolsonaro e Alexandre Ramagem durante a cerimônia de posse de Ramagem como diretor-geral da ABIN, em julho de 2019.

Antes desta operação, a administração de Bolsonaro já havia se destacado por firmar contratos com empresas de segurança. Em novembro de 2021, por exemplo, o ministro do Tribunal de Contas da União (TCU) Bruno Dantas, suspendeu temporariamente a contratação do sistema Harpia, utilizado para espionagem, pelo Ministério da Justiça e Segurança Pública. O objeto do processo foi uma licitação conduzida pela pasta para a contratação do programa de espionagem Pegasus, desenvolvido pela empresa israelense NSO Group. Em 2022, o Ministério Público Federal (MPF) enviou um ofício ao TCU para investigar possíveis irregularidades no acordo de cooperação entre o Exército Brasileiro e a empresa israelense de cibersegurança CySource. Ambos os acordos foram posteriormente autorizados pelo órgão de fiscalização.
Outro caso notório ocorreu em 2020. Em 24 de abril, o então ministro da Justiça, Sergio Moro, pediu demissão em razão da decisão de Bolsonaro de trocar o diretor-geral da PF, Maurício Valeixo. Moro anunciou sua saída com um discurso no qual acusou Bolsonaro de interferir politicamente na instituição policial. Essa acusação resultou na abertura de um inquérito, que, por sua vez, revelou a existência de uma reunião ministerial realizada em 22 de abril daquele ano, na qual Bolsonaro revelou possuir um sistema particular de informações. Com as demissões de Moro e Valeixo, Bolsonaro nomeou Ramagem, que era diretor-geral da ABIN durante o período investigado da suposta espionagem, para o cargo de diretor da PF. No entanto, essa nomeação foi posteriormente revogada pelo Supremo Tribunal Federal (STF).

## Denúncia
A primeira menção ao programa sendo utilizado pela administração de Bolsonaro ocorreu em uma operação da PF que investigava suspeitas de vazamentos de informações por dois representantes comerciais do programa no Brasil. Uma mensagem de voz enviada por WhatsApp por um dos funcionários da empresa indicava que ele tinha acesso às localizações dos celulares. Essas informações foram obtidas pelo jornal O Globo em 14 de março de 2023. No dia seguinte, a ABIN confirmou a veracidade da informação e, em 18 de março, a PF abriu um inquérito para investigar as denúncias.
Membros da agência afirmaram que o mecanismo estava sendo utilizado dentro de um "limbo legal", sem a necessidade de documentação sobre quais pesquisas estavam sendo realizadas. Na prática, os metadados de qualquer celular podiam ser monitorados sem uma justificativa oficial. A utilização desse programa gerou questionamentos internos no órgão, incluindo relatos de sua aplicação contra os próprios agentes. A polêmica resultou em um procedimento interno para investigar os critérios de uso e a legalidade da contratação dessa tecnologia de espionagem.
Após as revelações do jornal O Globo, o MPF, junto ao TCU, anunciou a abertura de investigações, enquanto a Controladoria-Geral da União (CGU) informou que averiguaria o caso. Por sua vez, a PF deflagrou a Operação Vigilância Aproximada e a Operação Última Milha para apurar a situação.

## Investigação
Em 25 de janeiro de 2024, a PF deflagrou uma operação que teve como alvos Alexandre Ramagem, sete policiais federais e três servidores da ABIN. Na Operação Vigilância Aproximada, um desdobramento da Operação Última Milha, realizada em outubro de 2023, a PF confirmou a existência de uma "ABIN paralela" durante a administração de Ramagem. Essa estrutura era responsável pelo monitoramento ilegal de autoridades públicas e de outras pessoas, além do uso indevido das ferramentas e serviços da agência para atividades ilícitas. Ela produzia informações com fins políticos e midiáticos, visando obter proveitos pessoais e até mesmo interferir em investigações da própria PF.
Dois exemplos do uso indevido da agência para favorecer familiares de Bolsonaro foram mencionados pelo ministro do STF, Alexandre de Moraes, na autorização para a deflagração da operação. De acordo com as informações da PF, a ABIN ajudou a produzir relatórios para auxiliar a defesa de Flávio Bolsonaro no caso das rachadinhas, ao mesmo tempo em que buscava produzir provas para demonstrar que o carro investigado não pertencia a Jair Renan. Este veículo estava relacionado a uma investigação de suposto tráfico de influência, na qual ele teria recebido um "veículo elétrico" para beneficiar empresários do setor de exploração minerária. Além disso, durante esse período, a ABIN também realizou ações de inteligência com o objetivo de descredibilizar as urnas eletrônicas.
Durante a operação Vigilância Aproximada, a PF notificou o STF de que a então direção da ABIN havia interferido nas investigações. Em resposta, Alexandre de Moraes determinou o afastamento de Afonso Coelho e Marcelo Bormevet de seus cargos na agência. Quatro dias depois, em 29 de janeiro de 2024, dando continuidade à operação, a PF cumpriu mandados de busca e apreensão em quatro estados. Um dos alvos foi o vereador carioca Carlos Bolsonaro, com mandados executados em sua residência em Angra dos Reis e também em seu gabinete.

## Monitorados
O STF informou que o software FirstMile foi utilizado 30 mil vezes. Embora não se saiba ao certo quem foi monitorado pelo programa, os nomes dos supostos monitorados incluem agentes da própria ABIN, os ministros do STF Alexandre de Moraes e Gilmar Mendes, o então governador do Ceará Camilo Santana, os deputados Jean Wyllys e David Miranda, o jornalista Glenn Greenwald, o servidor do Instituto Brasileiro do Meio Ambiente e dos Recursos Naturais Renováveis (Ibama) Hugo Ferreira Netto Loss, o dirigente da Confederação Nacional dos Trabalhadores em Transporte e Logística Carlos Alberto Litti Dahmer, Nicole Giaberardino Fabre, membro da ONG Anjos da Liberdade, o então presidente da Câmara dos Deputados Rodrigo Maia, a ex-deputada federal Joice Hasselmann, o advogado Roberto Bertholdo, a promotora que coordenou a força-tarefa do assassinato de Marielle Franco, e Allan Lucena, ex-personal trainer e ex-assessor de negócios de Jair Renan.

## Repercussão
No cenário político, os eventos ligados à ABIN Paralela foram novamente destacados como graves pelos ministros Alexandre Padilha e Rui Costa. Por outro lado, a oposição bolsonarista argumentou que havia uma perseguição política contra Bolsonaro. O presidente do Partido Liberal, Valdemar Costa Neto, reforçou o discurso de perseguição e pediu uma resposta institucional do Congresso Nacional. Em contrapartida, o então presidente do Congresso, Rodrigo Pacheco, reprovou as declarações de Valdemar. Citados nas operações da PF, Ramagem e Flávio Bolsonaro refutaram as acusações.
Após a divulgação pelo jornal O Globo, em março de 2023, sobre o uso do programa de espionagem, Bolsonaro foi denunciado na Organização das Nações Unidas (ONU) durante a 52.ª sessão do Conselho de Direitos Humanos, devido ao uso indiscriminado de tecnologias digitais e sistemas de monitoramento. A denúncia foi formalizada pelas organizações não governamentais (ONGs) Conectas, Artigo 19, Data Privacy Brasil e Transparência Internacional Brasil, com o objetivo de que a ONU interpelasse o Brasil sobre o uso dessas tecnologias.
O nome dos monitorados também foi alvo de solicitações para ser revelado. O grupo de juristas Prerrogativas solicitou ao STF a divulgação da lista de pessoas espionadas pela ABIN, enquanto a CGU pediu que a Cognyte informasse os nomes das pessoas monitoradas ilegalmente.

## Tentativa de golpe de Estado
Em 26 de novembro de 2024, a PF divulgou um relatório sobre uma tentativa de golpe de Estado para manter Jair Bolsonaro no poder após sua derrota nas eleições de 2022. Segundo o relatório, funcionários da ABIN produziram informações falsas sobre o processo eleitoral, além de ministros do STF e do Tribunal Superior Eleitoral (TSE). Essas informações fraudulentas foram encaminhadas para influenciadores digitais bolsonaristas, que incitaram uma parte da população a se reunir em frente aos quartéis do Exército, com o objetivo de realizar ações violentas e fomentar o golpe.